# Eerste Kamerverkiezingen 1995/Kandidatenlijst/GroenLinks
Dit zijn de eerste vijf plaatsen op de kandidatenlijst voor de Eerste Kamerverkiezingen 1995 van GroenLinks. Deze werd op een partijcongres door de aanwezige partijleden vastgesteld. Achter verkozen kandidaten staat een *.
1. Wim de Boer (PPR) *
2. Tom Pitstra (PSP) *
3. Ans Zwerver (PSP)*
4. Cobi Schoondergang-Horikx (PPR) *
5. Bram van Ojik (PPR)